# Alexandre Calame
Alexandre Calame (Vevey, 28 maggio 1810 – Mentone, 17 marzo 1864) è stato un pittore e incisore svizzero.

## Biografia
Giovane studente all'Accademia di Ginevra, divenne presto celebre per la sua bravura nel raffigurare paesaggi e vedute. 
Fece un viaggio in Olanda, per studiare le opere di Hans Holbein (1497-1543) e di Salomon van Ruysdael (1600 circa-1670). 

Affermato paesaggista, fu influenzato dal Romanticismo e predilesse soggetti di natura selvaggia. 
Ha dipinto paesaggi battuti dal vento, con montagne impervie, catturando l'interesse di collezionisti francesi e tedeschi. Negli anni 1844-1845 ha compiuto un viaggio d'istruzione in Italia ed è rimasto incantato dalle rovine di Paestum. D'estate si recava sul lago dei Quattro Cantoni e nei dintorni di Berna. 
Per un dipinto che aveva come soggetto questo lago, ebbe un premio all'Esposizione internazionale di Parigi del 1855. Le sue incisioni avevano come soggetto soprattutto paesaggi montani e lacustri. 
Maestro di Edoardo Perotti, di Vittorio Avondo, di Federico Ashton e di Hermann David Salomon Corrodi, fu uno dei precursori dei paesaggisti piemontesi.

## Galleria d'immagini

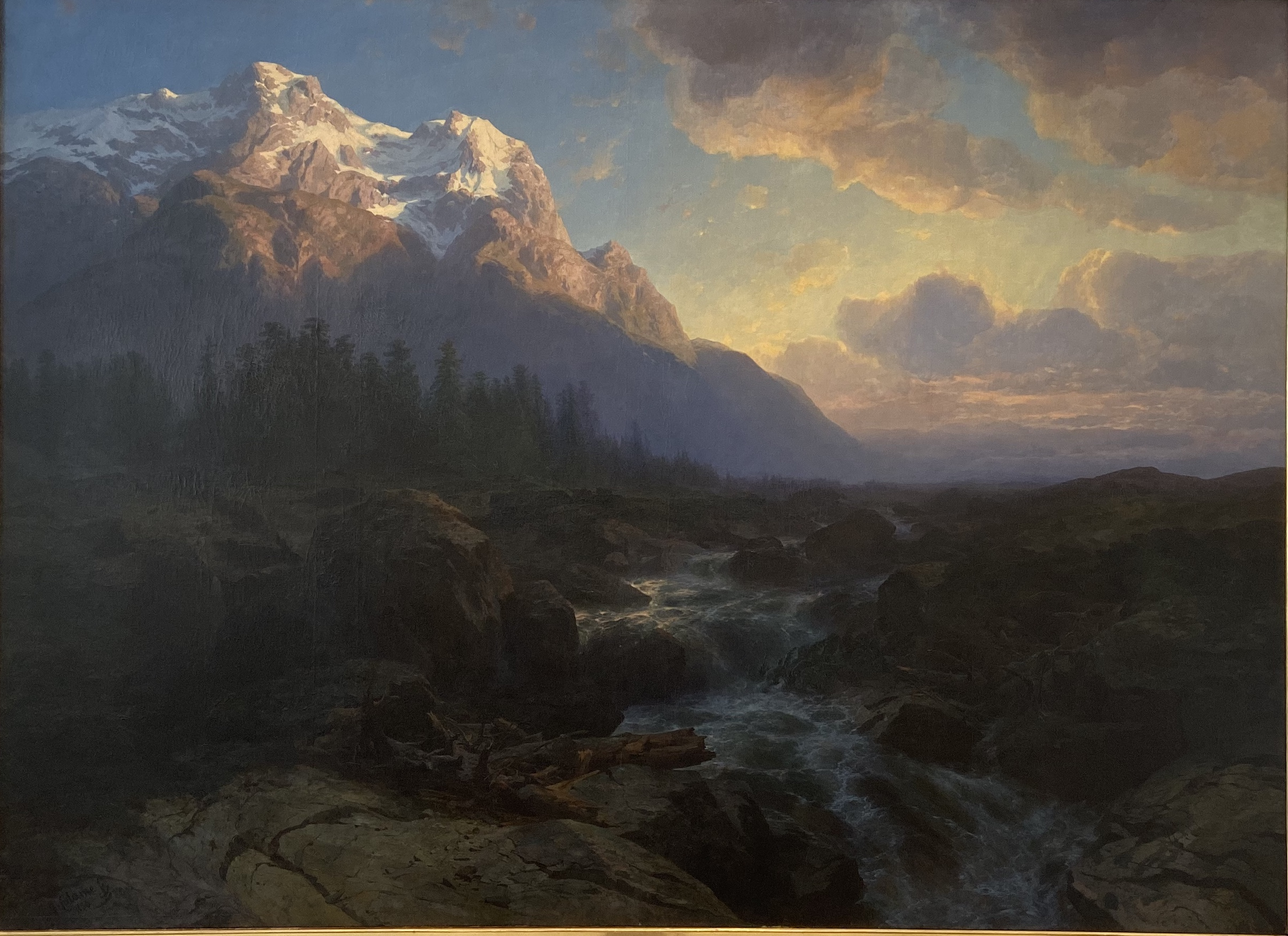
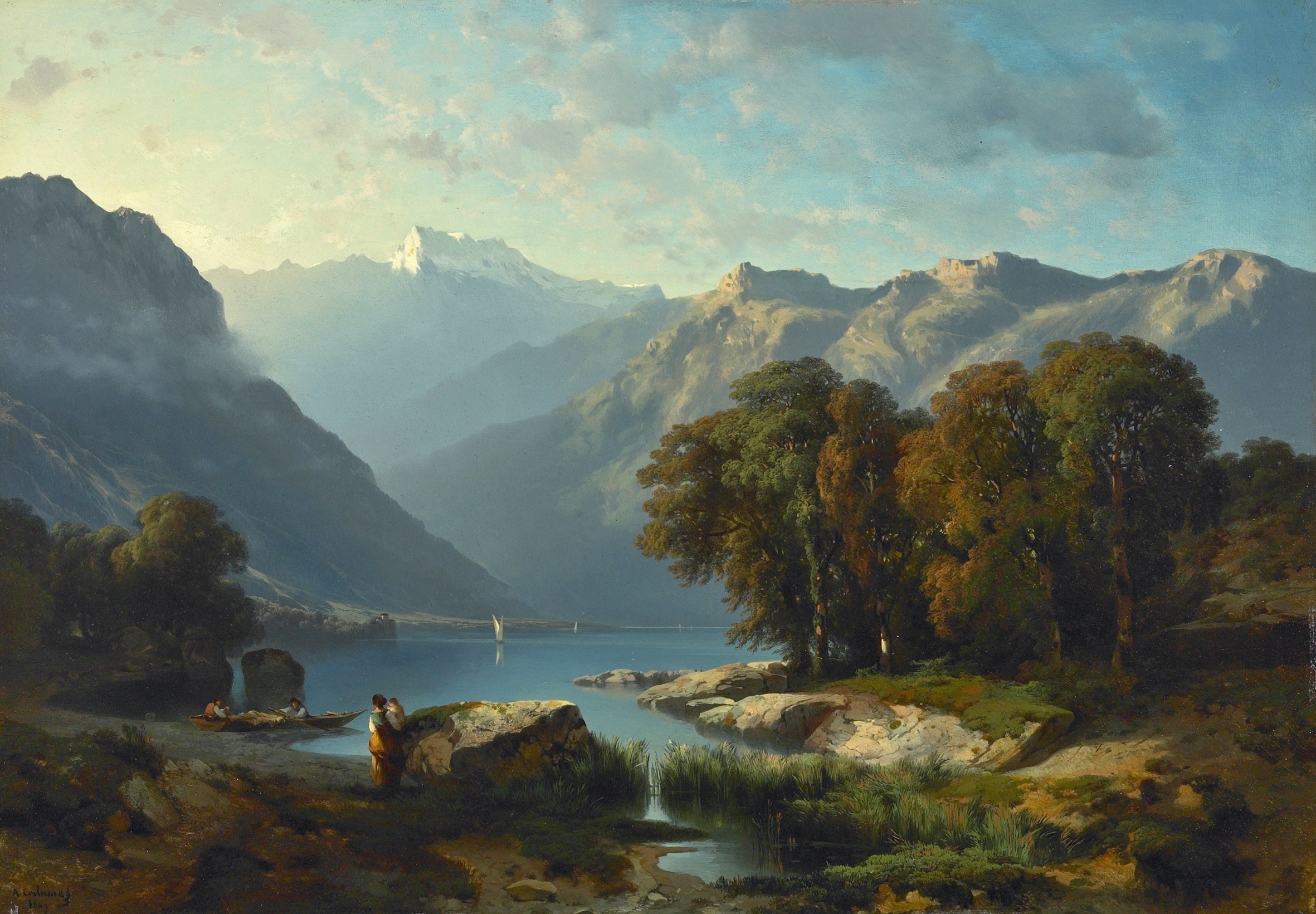
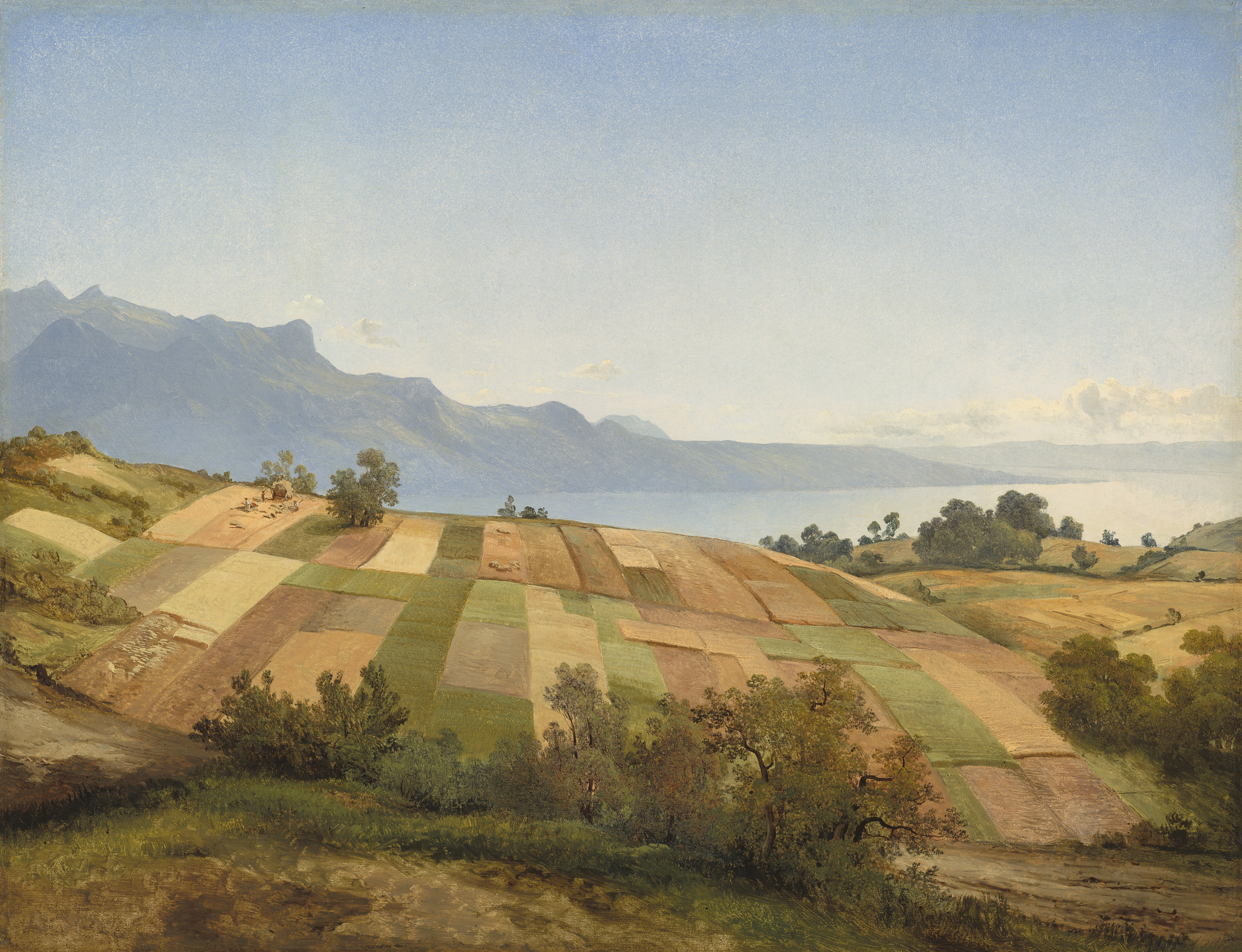
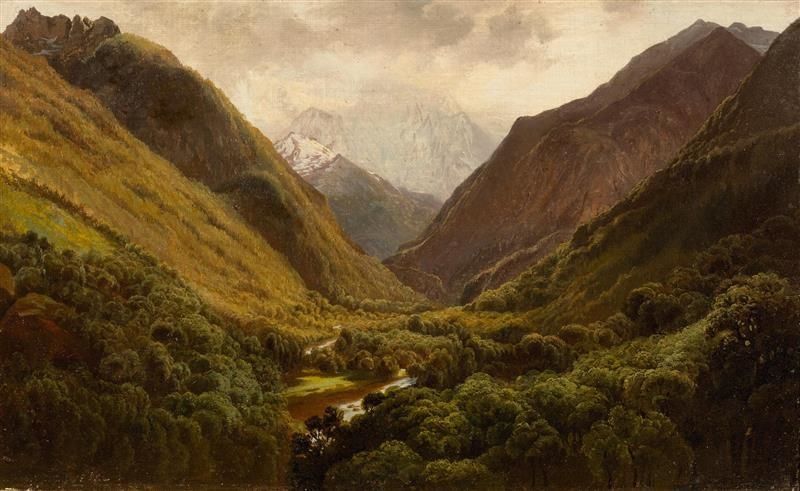
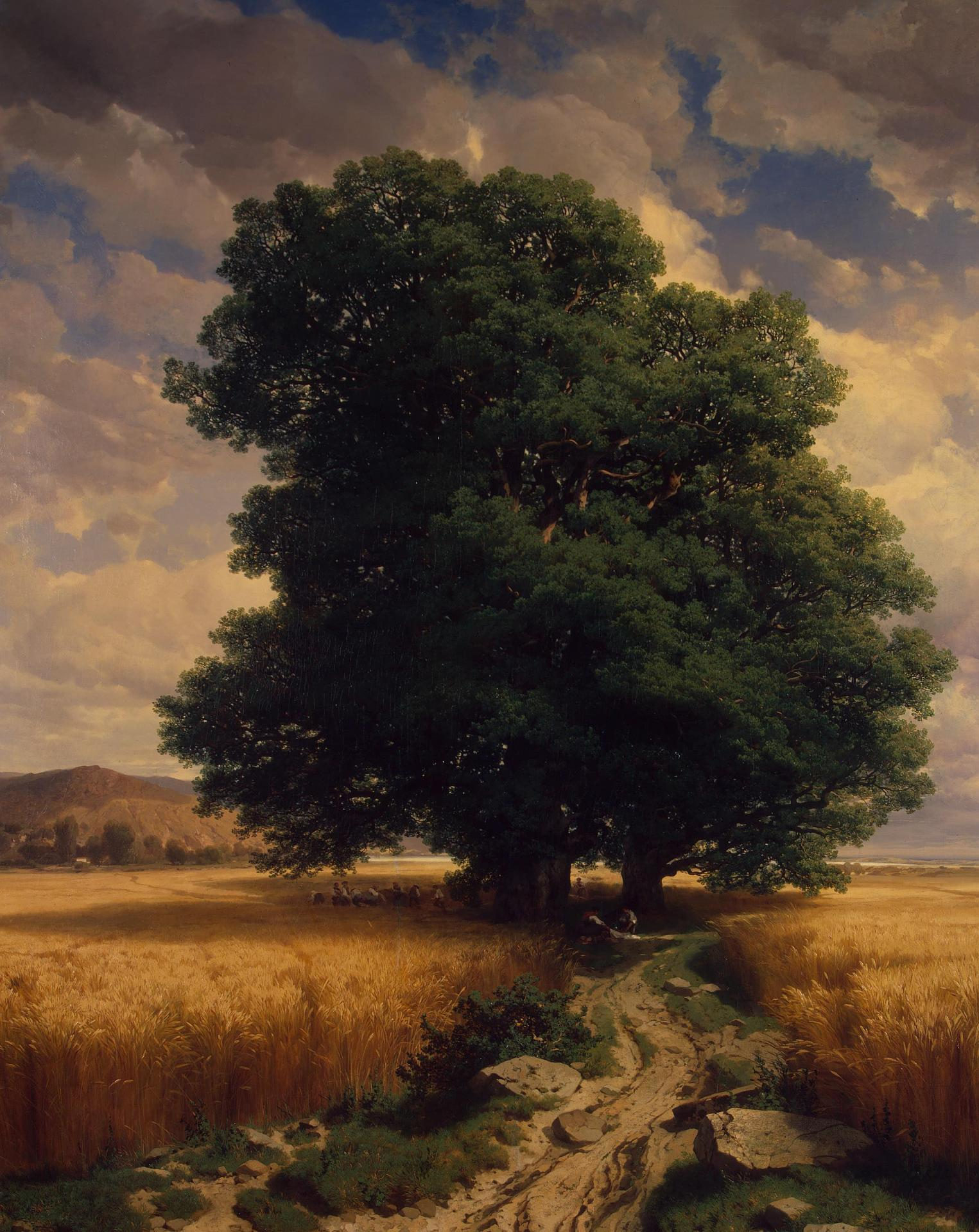
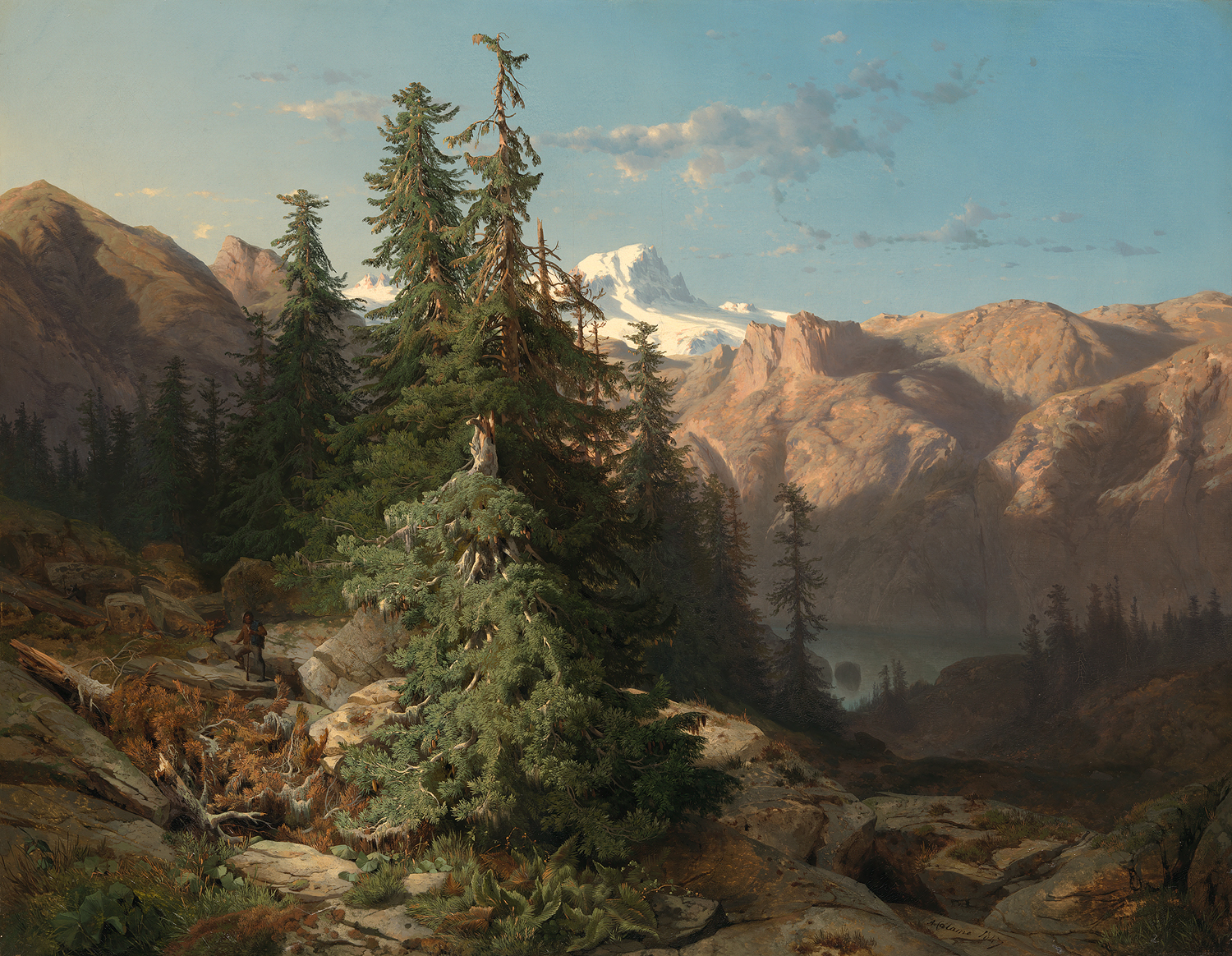
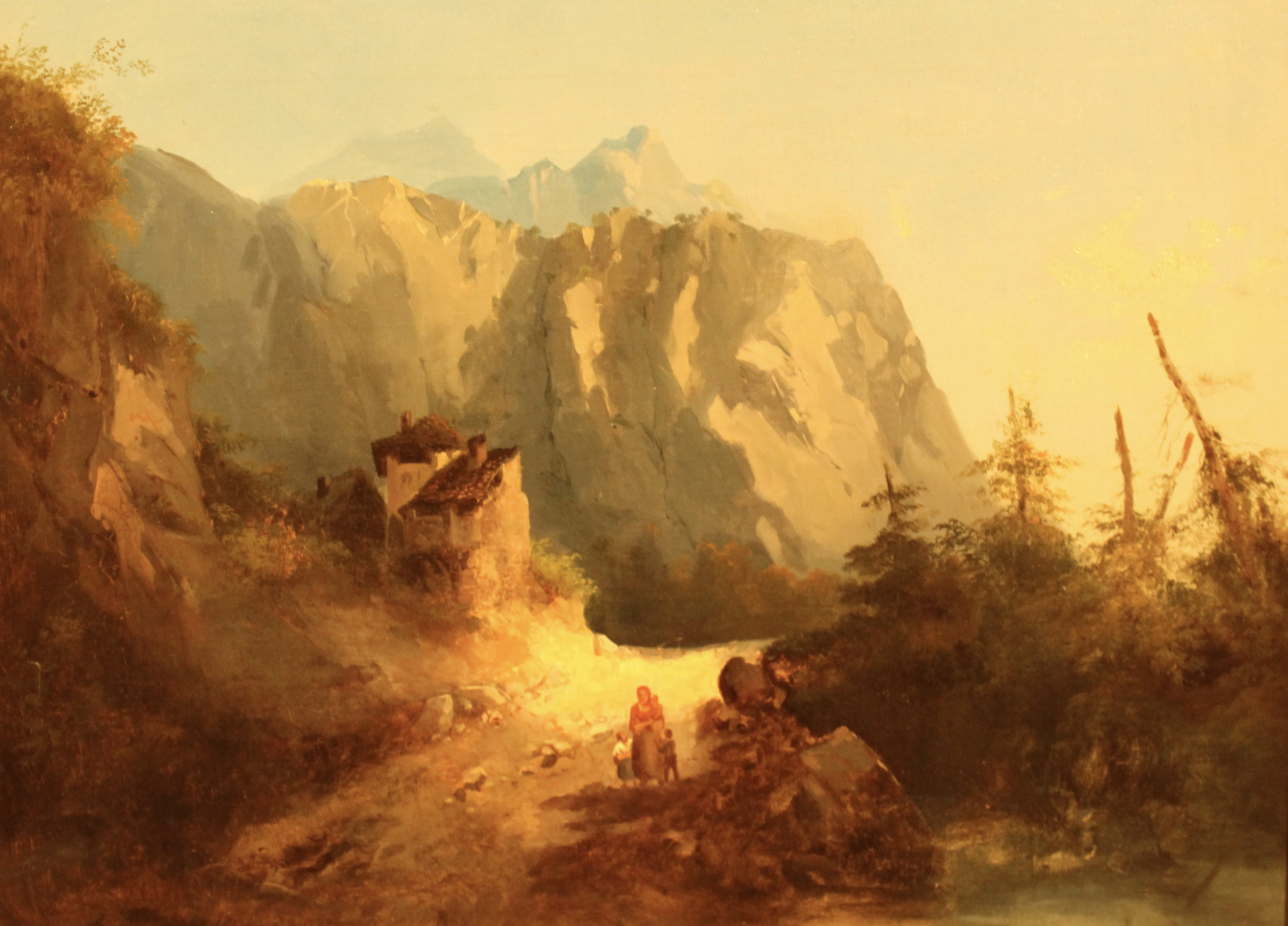
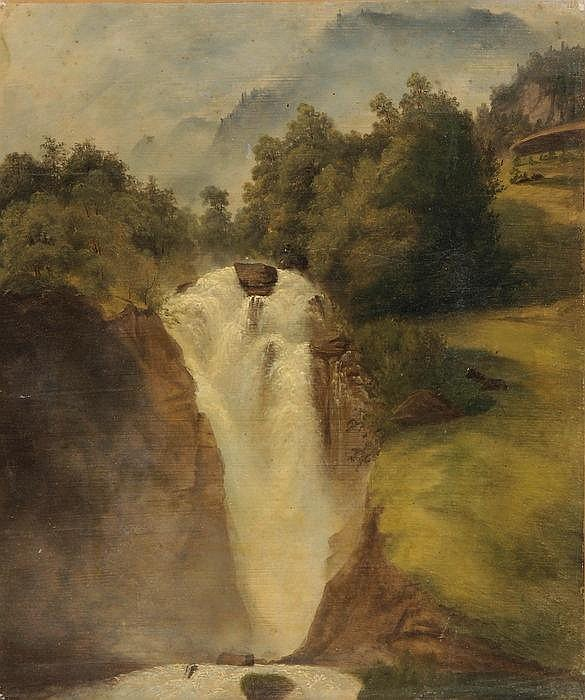
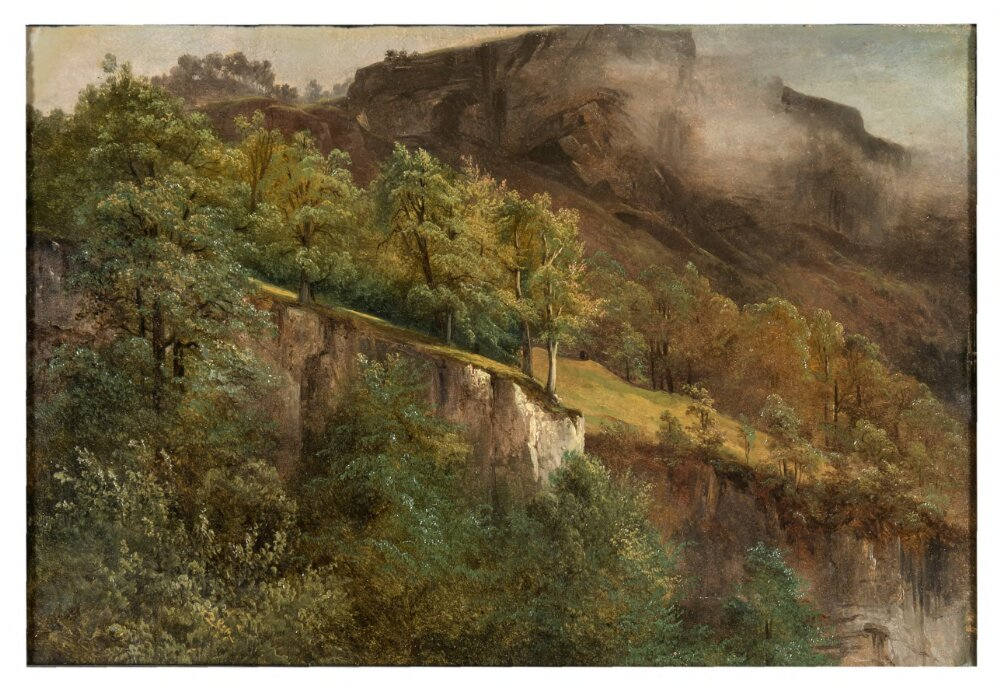
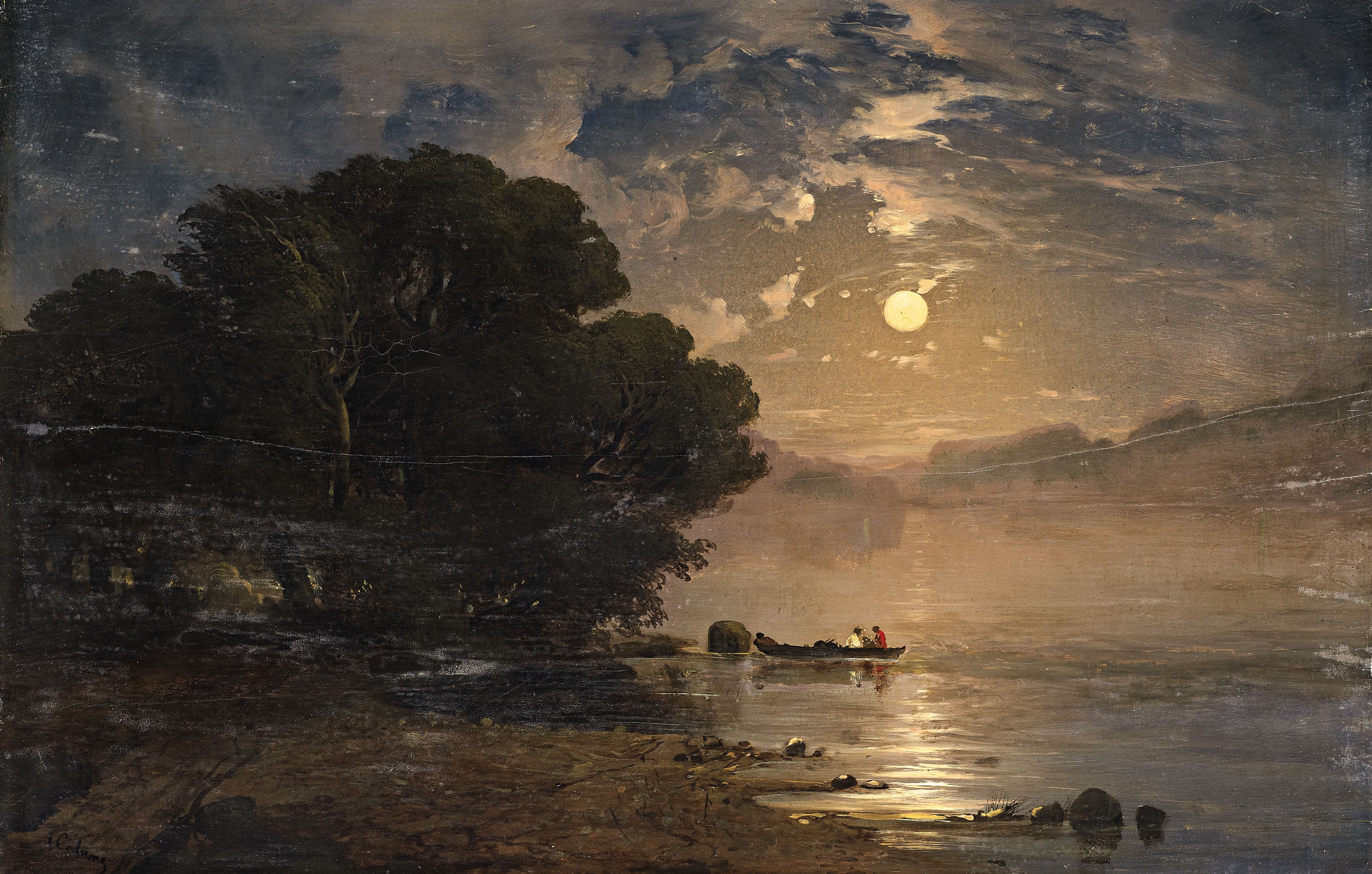
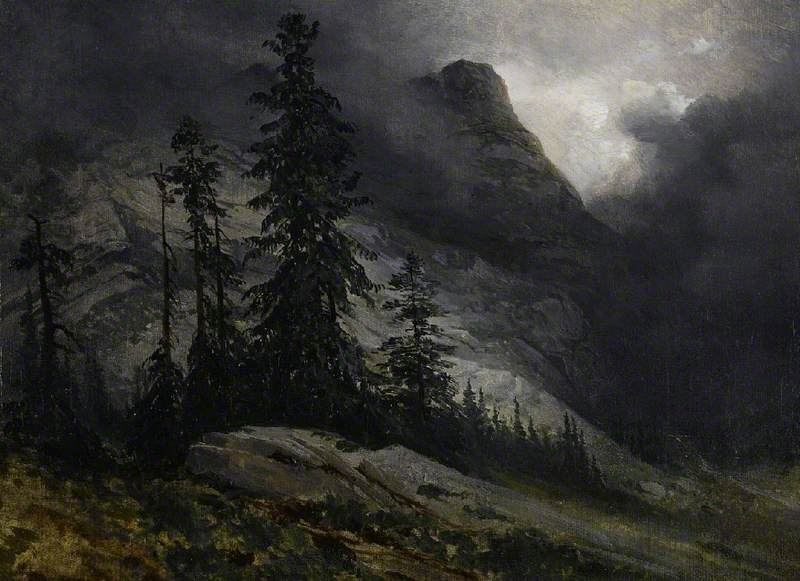
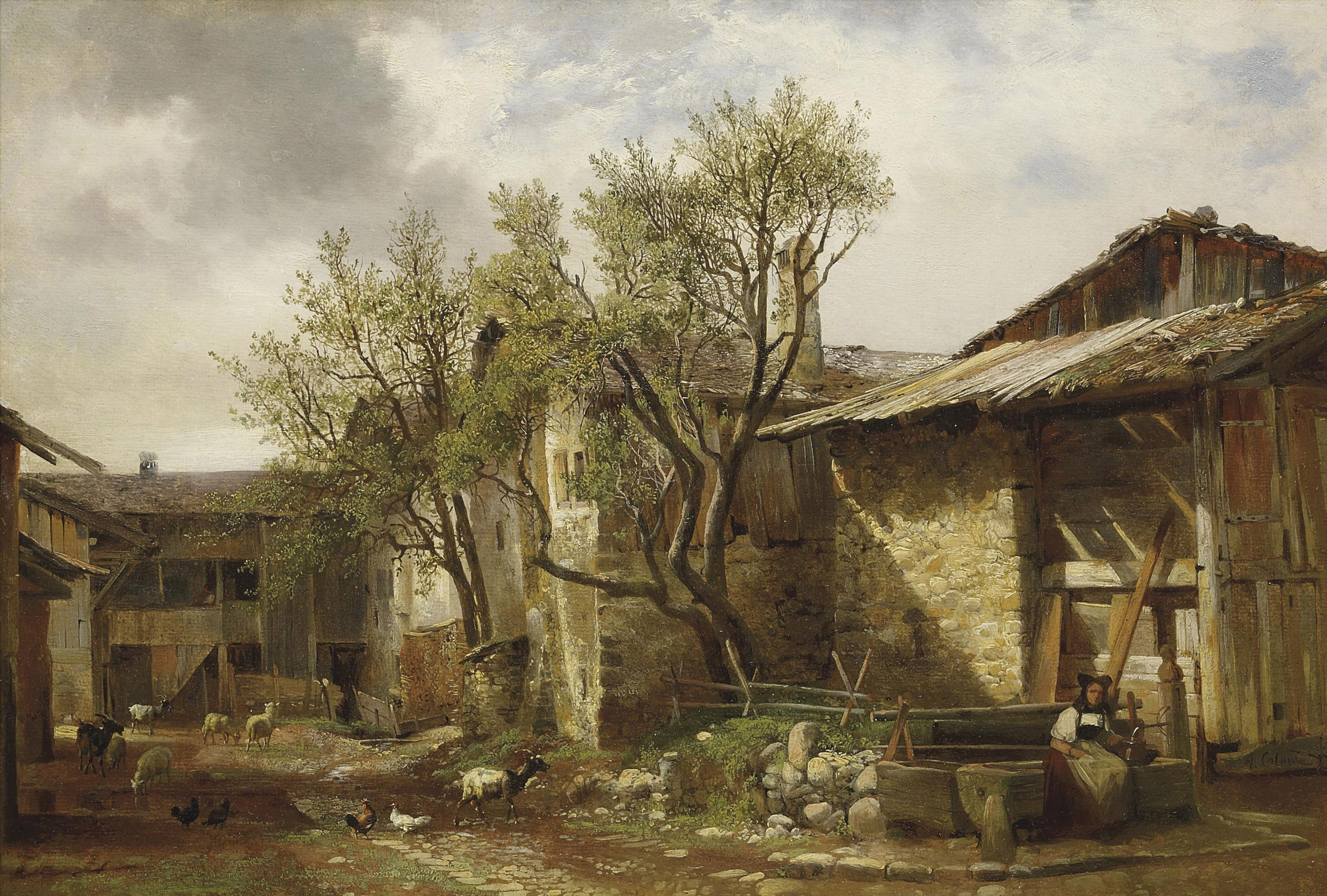